# 1688
1688. је била проста година.

## Догађаји

### Септембар
- 6. септембар — Аустријска војска под командом баварског кнеза Максимилијана II Емануела, уз помоћ српских добровољаца, је заузела Београд од Турака.

### Новембар
- 5. новембар — Вилијам III Орански се током Славне револуције са војском искрцао у југозападној Енглеској.

## Смрти

### Август
- 15. август — Фридрих Вилхелм, изборник Бранденбурга